# Fröndenberg/Ruhr

Fröndenberg/Ruhr est une ville de Rhénanie-du-Nord-Westphalie (Allemagne), située dans l'arrondissement d'Unna, dans le district d'Arnsberg, dans le Landschaftsverband de Westphalie-Lippe.

## Personnalités liées à la ville
- Ernst Wilhelm Hengstenberg (1802-1869), théologien né à Fröndenberg/Ruhr.
- Wilhelm zur Nieden (1878-1945), résistant né à Fröndenberg/Ruhr.
- Arthur Jonath (1909-1963), athlète né à Bentrop.

## Jumelage
Fröndenberg est jumelée avec :
- Bruay-la-Buissière
- Winschoten
- Hartha